# Magny-le-Hongre
Magny-le-Hongre – miejscowość i gmina we Francji, w regionie Île-de-France, w departamencie Sekwana i Marna.
Według danych na rok 1990 gminę zamieszkiwało 331 osób, a gęstość zaludnienia wynosiła 71 osób/km² (wśród 1287 gmin regionu Île-de-France Magny-le-Hongre plasuje się na 907. miejscu pod względem liczby ludności, natomiast pod względem powierzchni na miejscu 704.).